# Josane Sigart
Josane Sigart (Brussel, 7 januari 1909 - 20 augustus 1999) was een Belgisch tennisspeelster uit de jaren 1930. In 1932 won zij samen met de Française Doris Metaxa het damesdubbelspeltoernooi van Wimbledon.

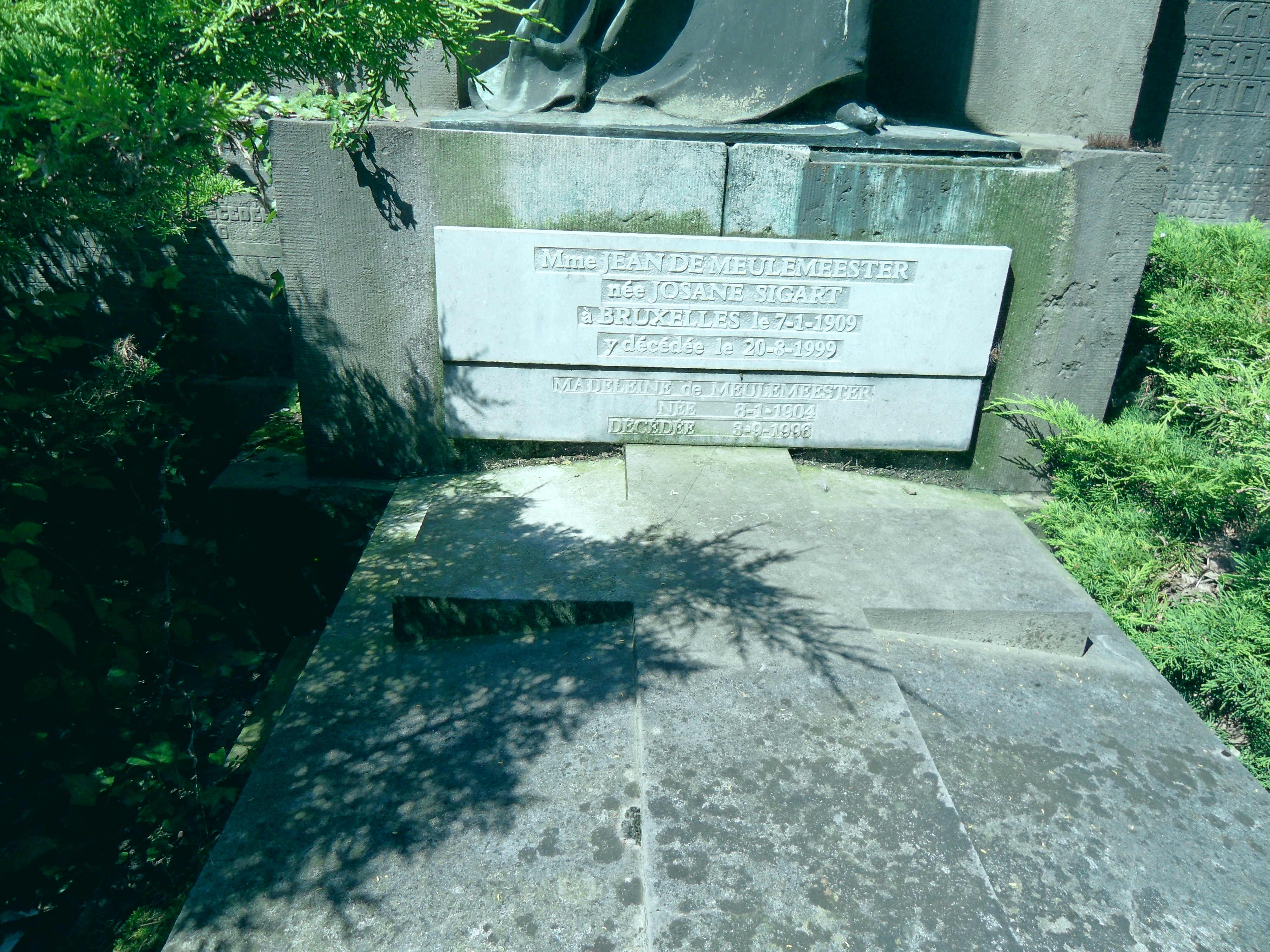
De grafsteen ter herinnering aan Josane Sigart, ter aarde besteld in de familiekelder van Alphonse De Meulemeester

Sigart was aangesloten bij de Royal Léopold Club en werd tussen 1928 en 1936 vijfmaal Belgisch enkelspelkampioen. 
Zij behaalde haar grootste successen echter in het dubbelspel. In 1931 verloor ze samen met Doris Metaxa de Wimbledonfinale die ze het jaar nadien wel won tegen Elizabeth Ryan en Helen Jacobs. In 1932 speelde ze samen met Harry Hopman (naar wie de Hopman Cup werd vernoemd) ook de finale van het gemengd dubbelspel van Wimbledon, maar deze werd verloren van de Amerikaanse Elizabeth Ryan en de Spanjaard Enrique Maier. Samen met Nelly Adamson werd Sigart in 1935 Belgisch kampioen in het damesdubbelspel.
Nadat ze met John De Meulemeester, telg uit de Brugse brouwersfamilie De Meulemeester, gehuwd was, speelde Sigart verder onder de naam van haar echtgenoot. Na de Tweede Wereldoorlog werd ze nog verscheidene keren Belgisch kampioen in het enkelspel, met Myriam de Borman in het damesdubbelspel en met Pierre Geelhand in het gemengd dubbelspel.
Ze ligt begraven met haar echtgenoot in Sint-Kruis, in de familiekelder van Alphonse De Meulemeester.